# 瓊奇縣
2°17′0″S 78°55′0″W / 2.28333°S 78.91667°W
瓊奇縣（西班牙語：Cantón Chunchi），是厄瓜多爾的縣份，位於該國中部，由欽博拉索省負責管轄，距離里奧班巴130公里，面積279平方公里，主要經濟活動有農業和畜牧業，2001年人口12,474。